# Chris Tallman
Chris Tallman (nascido em 22 de setembro de 1970) é ator e comediante estadunidense mais conhecido por suas aparições regulares sobre os programas do Comedy Central programas Crossballs e Reno 911!. Tallman também foi o criador do popular canal 101, e a série Belt tempo que ele escreveu, dirigiu, co-produziu e estrelou dentro. Ele também co-estrelou tem em muitos programas de televisão, tais como House MD, Parks and Recreation, Emily's Reasons Why Not e em Frank TV como Ed McMahon. Tallman é de Madison, Wisconsin , onde frequentou Madison High School ocidental . Ele se apresentou com uma série de grupos de teatro em Madison, bem como sendo um membro de longa data do Madison capítulo de ComedySportz e atualmente está na lista de ComedySportz Los Angeles. Em 2007, Tallman fazia parte do elenco da Thank God You're Here , que mostrou as habilidades de improvisação de um grupo de quatro celebridade convidada estrelas a cada semana, como andam em um esboço ao vivo sem ter visto um roteiro para ele.  Ele foi agraciado com o Canal 101 Lifetime Achievement Award no canal de 101 Channy Awards 2007. Tallman estrela Hank Thunderman em The Thundermans.

## Ligações Externas
- Tallman's IMDb page